# Dinosaur Laser Fight
"Dinosaur Laser Fight" är en låt av det amerikanska komedibandet Ninja Sex Party. Låten släpptes som deras första singel den 17 augusti 2011. Låten kom senare med på deras första album NSFW. Delar av musikvideon till låten var ritad av Arin Hanson.